# Estimulação transcraniana por corrente contínua
Estimulação transcraniana por corrente contínua (ETCC) (em inglês: Transcranial direct-current stimulation — tDCS) é uma forma de neuroestimulação que utiliza corrente elétrica baixa e contínua emitida diretamente na área cerebral de interesse, através de pequenos eletrodos.  O procedimento foi desenvolvido inicialmente para ajudar pacientes  com lesões cerebrais, como derrames. Testes em adultos saudáveis demonstraram que a técnica pode aumentar a performance cognitiva em diversas tarefas, dependendo da área do cérebro que é estimulada. ETCC tem sido utilizada para aumentar as habilidades linguísticas e matemáticas, a atenção, resolução de problemas, memória, e coordenação.

## História

### Descobrimento
O projeto básico do ETCC, utilizando corrente contínua para estimular a região de interesse, já existe há mais de 100 anos. Antes mesmo do século 19 já havia uma séria de experimentos rudimentares desta técnica, que utilizavam eletricidade em animais e seres humanos. Luigi Galvani e Alessandro Volta são exemplos de dois pesquisadores que utilizaram a tecnologia de ETCC em explorações da fonte de eletricidade de células animais. Foi devido a estes estudos iniciais que a técnica foi trazida para a cena médica. Em 1804, Aldini iniciou um estudo em que afirmava demonstrar que a técnica de estimulação por corrente contínua poderia melhorar o humor de pacientes melancólicos.

### Transição para a pesquisa científica moderna
Houve um breve aumento de interesse sobre ETCC na década de 1960, quando estudos do pesquisador Albert demonstravam que a estimulação poderia afetar o funcionamento do cérebro, através de alteração da excitabilidade cortical. Ele também descobriu que a estimulação positiva e negativa possuíam diferentes efeitos na excitabilidade cortical. Embora as descobertas tenham sido relevantes no campo da terapia, a pesquisa na área de estimulação teve uma nova queda quando a terapia com drogas se mostrou um método mais eficaz e simples no tratamento dos pacientes. A técnica voltou a receber atenção devido a novos procedimentos de estimulação e imagem cerebral, como a Estimulação magnética transcraniana repetitiva e a Ressonância magnética. A estimulação por corrente contínua também está começando a ser usada frequentemente por ser considerada segura para uso humano.

## Uso

### Clínico
A terapia clínica utilizando ETCC pode ser a aplicação mais promissora desta técnica. Têm sido mostrados efeitos terapêuticos em ensaios clínicos envolvendo a doença de Parkinson, zumbido, fibromialgia e déficits motores pós-AVC. Em um estudo recente, pacientes com dificuldades de fala devido a AVC exibiram grande melhoria numa terapia baseada em ETCC, com a melhora se mantendo no reteste, uma semana depois. A terapia de estimulação também pode ser desenvolvida eficazmente para o tratamento de vários distúrbios psicológicos como depressão nervosa, transtorno da ansiedade, e esquizofrenia. Alguns pesquisadores estão investigando possíveis aplicações, tais como a melhoria de foco e concentração.

### Psicológico
A maioria dos estudos psicológicos que envolvem ETCC se focam na expansão do conhecimento sobre uma determinada região do cérebro ou de um determinado fenômeno psicológico. Por exemplo, um tema bastante estudado é a capacidade e especificidade da memória de trabalho. Muitos destes estudos estimulam uma região específica do cérebro e observam os efeitos em algum tipo de tarefa cognitiva.